# Валье (департамент)
Ва́лье (исп. Valle) — один из 18 департаментов Гондураса. Находится в южной части страны на берегу залива Фонсека Тихого океана. Граничит с департаментами: Ла-Пас, Франсиско-Морасан, Чолутека и с государством Сальвадор.
Выделен в 1893 году из департамента Чолутека.
Административный центр — город Накаоме.
Площадь — 1565 км².
Население — 173 900 чел. (2011 год).

## Муниципалитеты
В административном отношении департамент подразделяется на 9 муниципалитетов:
1. Альянса
2. Амапала
3. Арамесина
4. Гоаскоран
5. Каридад
6. Ланге
7. Накаоме
8. Сан-Лоренсо
9. Сан-Франсиско-де-Корай